# Antigua y Barbuda en los Juegos Olímpicos de Pekín 2008
Antigua y Barbuda estuvo representada en los Juegos Olímpicos de Pekín 2008 por un total de cinco deportistas, cuatro hombres y una mujer, que compitieron en dos deportes.
El portador de la bandera en la ceremonia de apertura fue el atleta James Grayman. El equipo olímpico antiguano no obtuvo ninguna medalla en estos Juegos.